# Sydkorea i olympiska sommarspelen 1972
Sydkorea deltog med 42 deltagare vid de olympiska sommarspelen 1972 i München. Totalt vann de en silvermedalj.

## Medalj

### Silver
- Oh Seung-Lip - Judo, mellanvikt.